# Österreichische Badmintonmeisterschaft 1964
Die Österreichische Badmintonmeisterschaft 1964 fand in Innsbruck statt. Es war die siebente Auflage der Badmintonmeisterschaften von Österreich.

## Titelträger
| Disziplin    | Sieger                     |
| ------------ | -------------------------- |
| Herreneinzel | Reinhold Pum               |
| Dameneinzel  | Hilde Kreulitsch           |
| Herrendoppel | Reinhold Pum Karl Buchart  |
| Damendoppel  | Lore Voit Brigitte Hlinka  |
| Mixed        | Hermann Fröhlich Lore Voit |